# Unære talsystem
Det unære talsystem er et additivt talsystem med grundtallet 1 og er det simpleste talsystem, som repræsenterer naturlige tal: For at vise et tal N, gentages et vilkårligt valgt symbol N gange. Bruges for eksempel symbolet | vises tallet 6 som ||||||. Systemet kan ikke danne decimaltal.
Den gængse metode at "tælle på fingrene" er i virkeligheden at benytte det unære system. Det er mest egnet til at tælle og holde regnskab med igangværende handlinger og resultater, som eksempelvis den opnåede score i forskellige slags sport, hvor der ikke er behov for at slette mellemresultater.
Mærkerne eller symbolerne samles typisk i grupper på fem, adskilt af et mellemrum for at give bedre overblik. Mellemrummet svarer her til det skilletegn (typisk et punktum), som benyttes i decimalsystemet til at lette læsningen af store tal. Af samme grund skrives første eller sidste symbol i hver gruppe ofte med en vinkel i forhold til de øvrige. I de to nederste eksempler til højre lukker det femte symbol en gruppe på fem på den måde, der har givet anledning til betegnelsen "havelåge" for denne type optælling. 
Der findes andre metoder til at markere opdelingen af symboler i grupper på fem. I Kina, Japan og Korea benyttes det kinesiske bogstav, det koreanske hanja-bogstav, eller det japanske bogstav 正, som skrives med 5 streger, så der tilføjes en streg, hver gang tallet forhøjes. I Brasilien og i Frankrig er en variation af dette system almindelig: I stedet for at arrangere "stregerne" lineært som i "havelåge"-metoden, arrangeres de første fire streger i et kvadrat, og det femte mærke sættes som en diagonal i kvadratet.
Addition og subtraktion er særlig simple operationer i det unære system, eftersom de alene involverer samling eller fjernelse af strenge. Derimod er multiplikation og division mere uhåndterlige operationer.
Der er intet eksplicit symbol for tallet nul i det unære system, så det er et bijektivt talsystem med et enkelt ciffer. Indeholdt det et symbol for nul, ville det i virkeligheden være det binære talsystem. I et ægte unitært system er det ikke muligt at angive fraværet af noget, omend det at undlade at sætte en streg angiver det implicit. Heller ikke i mere avancerede tællesystemer som romertallene, er der noget symbol for nul og det latinske ord for 'intet', nullae, benyttes i stedet.
I forhold til sædvanlige positionstalsystemer er det unære system upraktisk og benyttes ikke til større beregninger. Det optræder i visse beskrivelser af beslutningsproblemer i teoretisk datalogi (f.eks. nogle P-komplette problemer), hvor det bruges til "kunstigt" at nedbringe behandlingstid eller pladskrav for løsning af et problem
I elektronisk sammenhæng kendes det unære system som one-hot- eller 1-hot-repræsentation og benyttes af og til i produkter, hvor der kræves meget hurtig behandlingstid (f.eks. i højhastigheds routere i edb-netværk).
Et virkeligt eksempel på brug af det unære system i matematikken i oldtiden er Moskva papyrussen, der er dateret til ca. 1800 f.Kr.

## Det unære system som positionstalsystem
I et sædvanligt positionstalsystem er grundtallet b et positivt heltal, og der benyttes b forskellige tal til at repræsentere alle ikke-negative heltal. Hvert ciffer  har en af værdierne 0, 1, 2, etc. op til b-1, men værdien afhænger desuden af cifferets position i tallet. Værdien af en række cifre som {\displaystyle d_{3}d_{2}d_{1}d_{0}} med grundtal b fremkommer som 
{\displaystyle d_{3}\times b^{3}+d_{2}\times b^{2}+d_{1}\times b+d_{0}}.
I det unære system repræsenterer et enkelt ciffer alle positive heltal. Værdien af cifferfølgen  {\displaystyle d_{3}d_{2}d_{1}d_{0}} kan derfor reduceres til {\displaystyle d_{3}+d_{2}+d_{1}+d_{0}}, eftersom {\displaystyle b^{n}=1} for alle n. Det unære system kan af denne grund også godt kaldes et "positionstalsystem med særlige egenskaber". Disse vil så være:
1. at et ciffers værdi ikke egentlig afhænger af dets position i tallet.
2. af indførelse af et skilletegn i systemet ikke vil frembringe repræsentation af ikke-heltallige værdier.
3. at det anvendte, enkelte tal repræsenterer værdien 1 og ikke værdien 0=b-1.
4. at værdien 0 ikke kan repræsenteres (undtagen implicit som forklaret ovenfor).